# Tethionea apiculata
Tethionea apiculata là một loài bọ cánh cứng trong họ Cerambycidae.